# Плавун
Плавун (Berardius) — рід родини дзьоборилих, найбільші в родині кити з довгим циліндричним дзьобом, із двома парами різко сплощених зубів. Самки більшу за самців. У роді було визнано 2 види — північний та південний плавуни. 2016 року за допомогою аналізу ДНК знайдено новий вид на півночі Тихого океану, який японські рибалки називали карасу (крук)    .